# Tibet under Yuan-styret
Tibet under Yuan-styret henviser til Yuan-dynastiets styre over Tibet fra omkring 1270 til 1354. I løbet af Yuan-styret i Tibet var regionen strukturelt, militært og administrativt kontrolleret af det mongolske dynasti, en division af det mongolske imperium. I Tibets historie blev den mongolske regering oprettet, efter at Sakya Pandita fik magt i Tibet fra mongolerne i 1244, efter den mongolske erobring af Tibet i 1240 ledet af den mongolske general med titlen Doord Darkhan. Det kaldes også Sakya-dynastiet efter den favoriserede Sakya-skole indenfor tibetansk buddhisme.
Regionen bevarede en høj grad af politisk autonomi under Sakya-lamaen, som de jure var leder af Tibet og en åndelig leder af det mongolske imperium. Imidlertid var den administrative og militære ledelse for Tibet under Yuan-styret henlagt til et regeringsorgan, der er kendt som bureauet for buddhistiske og tibetanske anliggender, eller Xuanzheng Yuan, en administrativ afdeling på øverste niveau, der er adskilt fra provinserne i Song-Kina, men stadig under formel overhøjhed af Yuan-dynastiet. Tibet bevarede den nominelle magt over religiøse og politiske anliggender, mens mongolerne forestod et strukturelt og administrativt styre over regionen, forstærket af sjældne militære interventioner. Dette eksisterede som en "diarkisk struktur" under Yuan-kejseren, med magten primært til fordel for mongolerne. Et af afdelingens formål var at vælge en dpon-chen (administrator for Tibet), som normalt blev udnævnt af lamaen og efterfølgende bekræftet af den mongolske kejser i Beijing.

## Historie

### Mongolsk erobring af Tibet
Forud for Yuan-dynastiet var Tibet tidligere blevet invaderet af det mongolske imperium. Den første invasion var af prins Köden eller Godan, barnebarn af Genghis Khan og søn af Ögedei Khan. Den anden invasion af Möngke Khan resulterede i, at hele regionen falder under mongolsk styre. Kublai Khan indarbejdede regionen i sit senere Yuan-dynasti, men lod retssystemet intakt. Drogön Chögyal Phagpa, Sakya-lamaen, blev religiøs lærer for Kublai, som gjorde ham til den nominelle leder af regionen.

### Yuan-styret
Selvom Yuan opretholdt det administrative styre i Tibet, er videnskabelig mening om dette styres nøjagtige karakter omtvistet: Ifølge forskellige kilder betragtes det som et direkte styre, en indirekte del af Yuan-dynastiet eller en "autonom" region uden direkte Yuan-styre, men underlagt det større mongolske imperium. Mens der ikke findes nogen moderne ækvivalenter, er forholdet nogenlunde analogt med det britiske imperium og den britiske Raj i Indien.
Styren blev beskrevet i den mongolske krønike "Ti prisværdige love", som beskriver "to ordener", en orden for det religiøse og en orden for den sekulære. Den religiøse orden var baseret på Sutraer og Dharani, den sekulære på fred og ro. Sakya Lama var ansvarlig for den religiøse orden, Yuan-kejseren for den sekulære. Religionen og staten var afhængige af hinanden, hver med sine egne funktioner, men kejserens vilje gennem d-pon chen havde de facto overhånd.
Gennem deres indflydelse på de mongolske herskere fik tibetanske lamaer stor indflydelse i forskellige mongolske klaner. Foruden Kublai var der for eksempel klare indflydelseslinjer mellem spredte områder af Tibet og det mongolske ilkhanat baseret i Persien. Kublais succes med at efterfølge Möngke som Stor Khan betød, at Phagpa og Sakya Husenee efter 1260 alene ville have større indflydelse. Phagpa blev leder af alle buddhistiske munke i Yuan-imperiet. Tibet nød også en ret høj grad af autonomi sammenlignet med andre dele af det Yuan-imperiet, men yderligere ekspeditioner fandt sted i 1267, 1277, 1281 og 1290/91.

### Kublai Khan
Drogön Chögyal Phagpa var den åndelige rådgiver og guru for Kublai Khan. I 1260 udnævnte Kublai Chögyal Phagpa som "Guoshi", eller statslærer, i 1260, året da han blev Khagan. Phagpa var den første til "at indlede den politiske teologi om forholdet mellem stat og religion i den tibeto-mongolske buddhistiske verden". Med støtte fra Kublai Khan etablerede Chögyal Phagpa sig og sin sekt som den fremtrædende åndelige ledelse i Tibet og i det bredere mongolske imperium. I 1265 vendte Drogön Chögyal Phagpa tilbage til Tibet og forsøgte for første gang at pålægge Sakya hegemoni med udnævnelsen af Shakya Bzang-po, en langtidstjener og allieret af Sakyaerne, som den mongolske godkendte som dpon-chen eller stor administrator over Tibet i 1267. En folketælling blev gennemført i 1268 og Tibet blev opdelt i tretten myriarkier. Under opretholdelsen af den administrative kontrol gennem dpon-chen blev Kublais forhold til Sakya Lama kendt i den tibetanske tradition som et "protektor- og præsteforhold". Derefter havde hver Yuan kejser en Lama som sin åndelige vejleder.
Ifølge Rossabi etablerede Khublai et system, hvor en Sakya Lama ville være "Imperiel Lærer" eller Dishi (oprindeligt "Statslærer" eller Guoshi), som skulle bo i Kina og føre tilsyn med alle buddhisterne i imperiet og en tibetansk kaldet dpon-chen (Ponchen) eller "Civil administrator" som skulle bo i Tibet for at administrere det. Ikke desto mindre førte dette system også til konflikter mellem Sakya-ledere og dpon-chenere.
Kublai Khan gav Chögyal Phagpa autoritet til at udvikle et nyt skrivesystem for at forene skrivemåden af det flersprogede mongolske imperium. Chögyal Phagpa ændrede på sin side det traditionelle tibetanske skript og fødte et nyt tegnsæt kaldet Phagspa-skrift, som blev færdiggjort i 1268. Kublai Khan besluttede at bruge Phagspa-skriften som det officielle skriftsystem i imperiet, herunder da han blev kejser af Kina i 1271, i stedet for de kinesiske ideogrammer og Uyghur-skriften. Imidlertid stødte han på stor modstand og vanskeligheder, da han forsøgte at fremme denne skriftmåde og nåede aldrig sit oprindelige mål. Som følge heraf blev der kun skrevet en lille mængde tekst på dette skriftsprog, og det meste blev stadig skrevet med kinesiske ideogrammer eller uyghur-alfabetet. Skriften gik helt ud af brug efter Yuan-dynastiets sammenbrud i 1368. Skriften blev, omend aldrig bredt, brugt i omkring et århundrede og antages at have påvirket udviklingen af moderne koreanske skriftsprog.

### Opstand
Sakya-hegemoniet over Tibet fortsatte indtil midten af det 14. århundrede, selvom det blev udfordret af et oprør af Drikung Kagyu-sekten med hjælp fra Duwa fra Chagatai-khanatet i 1285. Opstanden blev undertrykt i 1290, da Sakyaer og den mongolske Yuan-hær under Temur-Buqa, Kublais barnebarn, afbrændte Drigung-klosteret og dræbte 10.000 mennesker.

### Nedgang for Yuan-dynastiet
Mellem 1346 og 1354 svækkedes Yuan-dynastiet som følge af oprør i de vigtigste kinesiske provinser. Da Yuan faldt, steg Tai Situ Changchub Gyaltsen af Sakya i Tibet til magten og grundlagde Phagmodrupa-dynastiet, hvis herskere tilhørte Kagyu-sekten. Sakya-lamaerne overhøjhed i Tibet blev afsluttet i 1358, da det centrale Tibet i sin helhed kom under kontrol af Kagyu-sekten, og Tibets uafhængighed blev genoprettet for at vare næsten 400 år. "I løbet af 1370-erne var linjerne mellem buddhistiske skoler klare." Phagmodrupa-grundlæggeren undgik dog direkte at komme i konflikt med Yuan-hoffet indtil dets fald i 1368, da hans efterfølger Jamyang Shakya Gyaltsen besluttede at åbne forbindelser med Ming-dynastiet, grundlagt af en indfødt Han-kineser.